# Joseph Edward Strickland

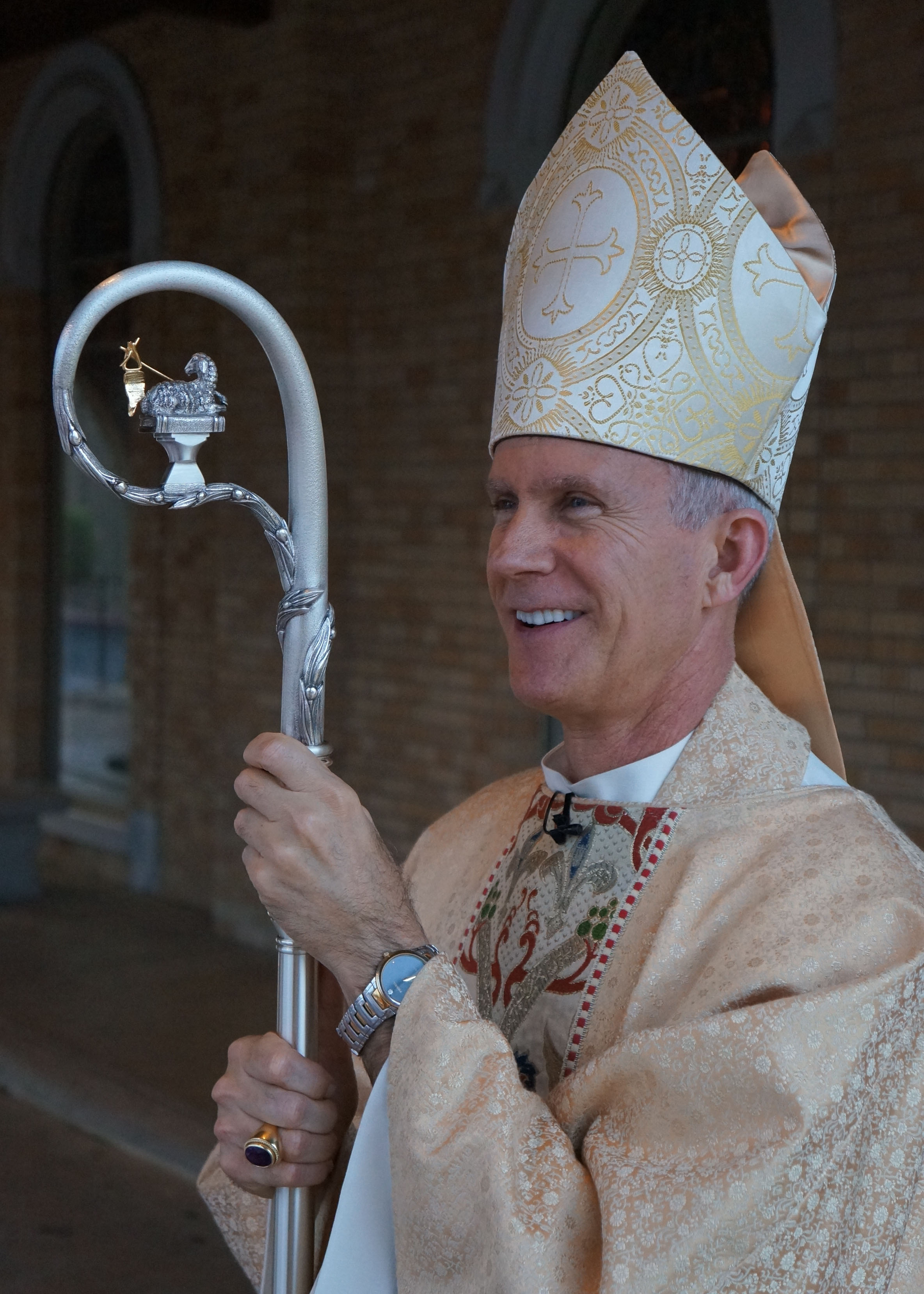
Bischof Joseph Strickland (2013)

Bischofswappen von Joseph Edward Strickland

Joseph Edward Strickland (* 31. Oktober 1958 in Fredericksburg, Texas) ist ein US-amerikanischer Geistlicher der römisch-katholischen Kirche und emeritierter Bischof von Tyler.

## Leben
Joseph Strickland wurde als sechstes Kind von Raymond und Monica Strickland am 31. Oktober 1958 in Fredericksburg, Texas, geboren. Die Familie zog nach Texarkana, als er ein Jahr alt war, und dann im Juni 1963 nach Atlanta, Texas. Die Stricklands waren Gründungsmitglieder der römisch-katholischen Pfarrgemeinde St. Catherine of Siena Church in Atlanta, wo er Messdiener war. Er besuchte ab 1965 die öffentlichen Schulen von Atlanta und machte im Mai 1977 seinen Abschluss an der Atlanta High School.
Im August 1977 trat er in das Holy Trinity Seminary und studierte Philosophie und Theologie an der University of Dallas. Im Seminar empfing er am 8. Dezember 1984 durch den Bischof von Lubbock, Michael Jarboe Sheehan, die Weihe zum Diakon, der Bischof von Dallas, Thomas Ambrose Tschoepe, weihte ihn am 1. Juni 1985 in der katholischen Kirche St. Monica in Dallas, Texas, zum Priester.
Von Juni 1985 bis Juni 1989 war er Pfarrvikar an der Immaculate Conception Church in Tyler. Nach der Errichtung des Bistums Tyler am 24. Februar 1987 wurde er in den Klerus des neugegründeten Bistums Tyler inkardiniert. Im März 1987 wurde er von Bischof Charles Edwin Herzig zum ersten Diözesanverantwortlichen für die Berufungspastoral ernannt. Im Juni 1989 wurde er als Pfarrvikar der Sacred Heart Church in Nacogdoches, eingesetzt und blieb dort bis Oktober desselben Jahres, als er Pfarrer der St. Michael Church in Mt. Pleasant, wurde. Von 1992 bis 1994 studierte er kanonisches Recht an der Katholischen Universität von Amerika.
Im Juni 1994 wurde er von Bischof Edmond Carmody zum Rektor der Cathedral of the Immaculate Conception in Tyler ernannt, im Mai 1995 zum Gerichtsvikar für das Bistum Tyler. Im Februar 1996 ernannte ihn Papst Johannes Paul II. zum Päpstlichen Ehrenprälaten mit dem Titel Monsignore.
Im März 2000 wurde er zum Diözesanadministrator des Bistums Tyler gewählt, als Bischof Carmody das Bistum Corpus Christi übernahm, und blieb in dieser Funktion bis Januar 2001, als Bischof Álvaro Corrada del Rio SJ dritter Bischof des Bistums Tyler wurde. Strickland amtierte weiterhin als Rektor der Kathedrale von Tyler und als Gerichtsvikar des Bistums bis zum 1. Februar 2010, als Bischof Corrada ihn zu seinem Generalvikar ernannte. Mit der Ernennung von Bischof Corrada zum Bischof von Mayagüez, Puerto Rico, und zum Apostolischen Administrator des Bistums Tyler sede vacante im September 2011 erlosch Stricklands Amt als Generalvikar.
Papst Benedikt XVI. ernannte ihn am 29. September 2012 zum Bischof von Tyler. Die Bischofsweihe spendete ihm der Erzbischof von Galveston-Houston, Daniel Kardinal DiNardo, am 28. November desselben Jahres; Mitkonsekratoren waren Álvaro Corrada del Rio SJ, Bischof von Mayagüez, und Michael Jarboe Sheehan, Erzbischof von Santa Fe.
Joseph Strickland war Mitunterzeichner eines Aufrufs von Carlo Maria Viganò vom 7. Mai 2020 mit dem lateinischen Titel Veritas liberabit vos! („Die Wahrheit wird euch befreien“, nach Joh 8,32 ). In diesem Dokument wurden die Maßnahmen gegen die Ausbreitung von COVID-19 als „Vorspiel zur Schaffung einer Weltregierung, die sich jeder Kontrolle entzieht“, bezeichnet. Der Text wurde von Medien als absurd und dessen Thesen als Verschwörungstheorien bezeichnet.
Strickland gehört in der Bischofskonferenz der Vereinigten Staaten zu den schärfsten Kritikern von Papst Franziskus und der Weltsynode. Im Mai 2023 schrieb Strickland auf Twitter, er glaube, dass Franziskus Papst sei, aber für ihn, Strickland, sei es „an der Zeit zu sagen, dass ich sein Programm, das Glaubensgut zu untergraben, ablehne. Folgen Sie Jesus.“ Im Sommer 2023 ordnete der Heilige Stuhl eine Visitation des Bistums Tyler an. In der Folge hielt sich Strickland zu Gesprächen mit dem Präfekten des Dikasteriums für die Bischöfe, Robert F. Prevost, in Rom auf. Auf Medienanfrage erklärte er, nicht freiwillig seinen Rücktritt einreichen zu wollen. Ende Oktober 2023 las Strickland in einem Beitrag für das „Rome Life Forum“, ein Forum konservativer Katholiken, aus dem „Brief eines Freundes“ vor, in dem Franziskus beschuldigt wird, das Papstamt unrechtmäßig erobert und den rechtmäßigen Inhaber verdrängt zu haben.
Am 11. November 2023 wurde Strickland von Papst Franziskus ohne weitere Kommentierung seines Amtes als Bischof von Tyler enthoben. Zugleich wurde Joe Steve Vásquez zum Apostolischen Administrator von Tyler berufen.

## Schriften
- Light and Leaven: The Challenge of the Laity in the Twenty-First Century., Catholic Answers Press 2020, ISBN 978-1-68357-183-4